# Zyrkuny
Zyrkuny (ukrainisch Циркуни; russisch Циркуны Zirkuny) ist ein Dorf in der ukrainischen Oblast Charkiw mit etwa 6300 Einwohnern (2004).

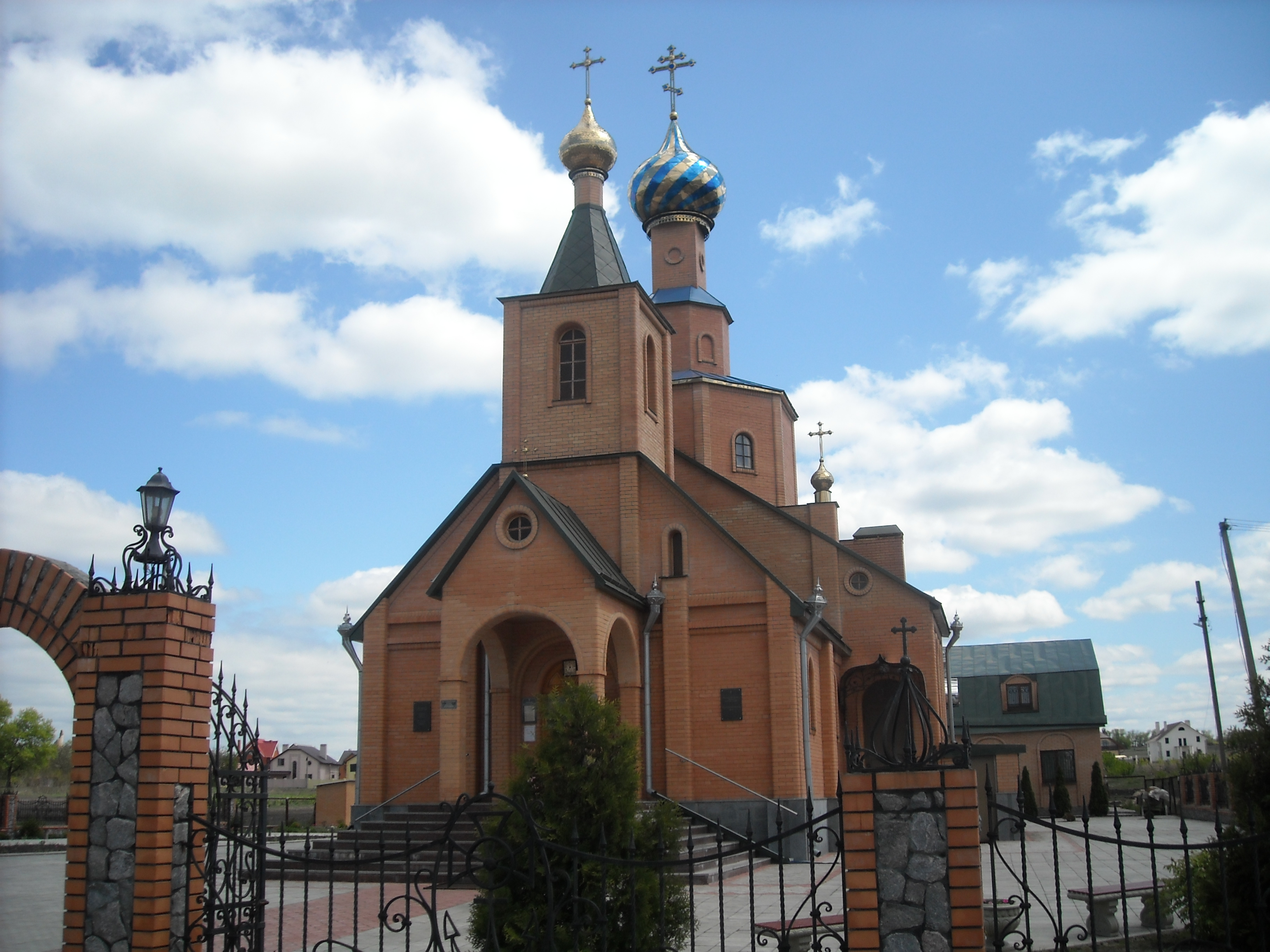
Orthodoxe Kirche im Dorf

Die Ortschaft wurde 1775 gegründet und liegt am Ufer des Charkiw, einem 71 km langen Nebenfluss des Lopan nahe der Fernstraße M 03/ E 40 am nordöstlichen Stadtrand von Charkiw, 17 km von dessen Stadtzentrum.

## Verwaltungsgliederung
Am 12. Juni 2020 wurde das Dorf zum Zentrum der neugegründeten Landgemeinde Zyrkuny (Циркунівська сільська громада/Zyrkuniwska silska hromada). Zu dieser zählen auch die 8 in der untenstehenden Tabelle aufgelistetenen Dörfer, bis dahin bildete das Dorf zusammen mit den Dörfern Butenkowe, Mychajliwka, Oleksandriwka und Tschernjaky die gleichnamige Landratsgemeinde Zyrkuny (Циркунівська сільська рада/Zyrkuniwska silaks rada) im Nordosten des Rajons Charkiw.
Folgende Orte sind neben dem Hauptort Zyrkuny Teil der Gemeinde:
| Name                     | Name            | Name                                      |
| ukrainisch transkribiert | ukrainisch      | russisch                                  |
| ------------------------ | --------------- | ----------------------------------------- |
| Butenkowe                | Бутенкове       | Бутенково (Butenkowo)                     |
| Mychajliwka              | Михайлівка      | Михайловка (Michailowka)                  |
| Oleksandriwka            | Олександрівка   | Александровка (Alexandrowka)              |
| Petriwka                 | Петрівка        | Петровка (Petrowka)                       |
| Ruski Tyschky            | Руські Тишки    | Русские Тишки (Russkije Tischki)          |
| Tscherkaski Tyschky      | Черкаські Тишки | Черкасские Тишки (Tscherkasskije Tischki) |
| Tschernjaky              | Черняки         | Черняки (Tschernjaki)                     |
| Ukrajinske               | Українське      | Украинское (Ukrainskoje)                  |